# Nagyné Horváth Judit
Nagyné Horváth Judit (Kisvárda, 1954–) magyarországi cigány festőművész.

## Pályafutása
A kilencgyermekes édesanya példaképe testvére, Dombrádi Horváth Géza költő, író, festőművész. Nagyné Horváth Judit hallgatott a rádióban műsort a cigány naiv festőkről, és ez is inspirálta őt arra, hogy elkezdje a festést. 1990-ben már Budapesten élt családjával, amikor megszületett benne a nagy elhatározás, bátyja látta el a szükséges eszközökkel és tanácsokkal. 1992 óta kiállító művész, első kiállításán bátyjával együtt mutatta be képeit Budapesten, később Gyálon, Pécelen, a Budai Parkszínpadon, a Gellért Szállóban, stb. állította ki képeit. A turai gyilkosságra utal A körte ára című képe. Az ihletet, az erőt a képek megalkotásához családjából meríti. 1993-ban nagy elismerésként éri meg, hogy „Jézus letekint a romákra” című alkotását Szentandrássy István és Péli Tamás alkotásaival együtt állították ki. Később 2009-ben az egyik csoportos szakrális kiállítás Nagyné Horváth Judit egyik képének címéről lett elnevezve: „Keresd az Istent – kisdedet találsz.” Képei több csoportos tárlaton szerepelnek. A 2009-es Cigány festészet című reprezentatív albumba nyolc olajfestményét válogatták be, képein a cigányok életérzéseit jeleníti meg, a családdal, a vallással, a fiatalsággal, a cigány nép történetével, legendáival, a szegénységgel és a rasszizmussal összefüggésben.

## A 2009-es Cigány festészet című albumba beválogatott képei
- 11 puttó (olaj, vászon, 90x100 cm, 1999)
- Kék ruhás lány virágkosárral (olaj, farost, 40x50 cm)
- Cinka Panna és az ő népe (olaj, vászon, 110x74 cm, 1994)
- Ifjú pár a ház előtt (olaj, farost, 80x60 cm, 1999)
- Őrangyal (olaj, vászon, 105x70 cm, 1992)
- A körte ára (olaj, vászon, 104x70 cm, 1990-es évek első fele)
- Pegazus és az élet vize (olaj, farost, 80x70 cm, 2000)
- Holdfényes éjszaka molotov-koktéllal (olaj, farost, 138x85 cm, 1995)[1]

## Kiállításai (válogatás)

### Egyéni
- 1992 • Budapest (Dombrádi Horváth Gézával)

### Csoportos
- 2009 • Keresd az Istent – kisdedet találsz, Budapest